# Dněpersko-karpatská operace
Dněpersko-karpatská operace (rusky Днепровско-Карпатская Операция, Dněprovsko-Karpatskaja Operacija), v sovětských historických pramenech také známá jako osvobození pravobřežní Ukrajiny, byla strategická ofenzíva provedená sovětským 1., 2., 3. a 4. ukrajinským frontem, společně s 2. běloruským frontem, proti německé skupině armád Jih, skupině armád A a částem skupiny armád Střed. Boje probíhaly od konce prosince 1943 do začátku května 1944. Bitvy na pravobřežní Ukrajině a na Krymu byly nejdůležitějšími událostmi zimní a jarní kampaně roku 1944 na východní frontě. 
Cílem této ofenzívy, která se skládala z celé řady úzce souvisejících operací, bylo rozdělit německou skupinu armád Jih a vytlačit německo-rumunsko-maďarské síly z většiny území Ukrajiny a Moldavska, která byly obsazena silami Osy. Šlo o jednu z největších ofenzív druhé světové války, která se táhla přes 1200 km dopředu, do hloubky 450 km a zapojila téměř 3 500 000 vojáků na obou stranách.
V průběhu operace bylo 20 divizí Wehrmachtu buď zničeno, rozpuštěno nebo vyžadovaly zásadní přeskupení, zatímco dalším 60 divizím se snížily stavy na 50% původních kapacit. Ještě větší byly ztráty na vybavení, kdy byly ztraceny tisíce drahých tanků, útočných děl, dělostřelectva a nákladních vozidel, hlavně kvůli jejich zanechání v jarním bahně. Podle německého generála Kurta von Tippelskirch šlo o největší porážku Wehrmachtu od Stalingradu.
V důsledku této strategické ofenzívy byla skupina armád Jih rozdělena na dvě části - sever a jih od Karpat. Severní část byla zatlačena zpět do Haliče (Polsko), zatímco jižní část ustoupila zpět do Rumunska. Severní část dostala název skupina armád severní Ukrajina, zatímco jižní část skupina armád jižní Ukrajina a účinností od 5. dubna 1944, ačkoli v německých rukou zůstalo jen velmi málo z ukrajinského území. Během této ofenzívy se Rudá armáda poprvé dostala na předválečnou státní hranici z června 1941, poté se boj přesunul na polské a rumunské území.
Za porážku Wehrmachtu byli velitel skupiny armád Jih Erich von Manstein a velitel skupiny armád A Ewald von Kleist Hitlerem odvoláni a nahrazeni Waltherem Modelem a Ferdinandem Schörnerem. Tato ofenzíva znamenala konec Mansteinovy kariéry ve Wehrmachtu.  
Německé vrchní velení bylo v období ledna a února, aby zachránilo jižní sektor před úplným kolapsem, donuceno převést 8 divizí a poté dalších 26 německých divizí jako posily mezi březnem a květnem z celé Francie, Německa, Dánska, Polska, Balkánu, skupiny armád Střed a Skupiny armád Sever na rozpadající se přední část Skupiny armád Jih. To činilo celkem 34 divizí, 550 000 vojáků a nejméně 1 200 tanků, útočných děl a samohybných protitankových děl. 
Výsledkem bylo, že sovětská dněpersko-karpatská operace sehrála klíčovou roli, když ovlivnila budoucí úspěchy spojenců při vylodění v den D a sovětské operace Bagration, protože německé síly umístěné ve Francii a spadající do skupiny armád Střed byly těmito převody kriticky oslabeny. Během velké krize na západní Ukrajině byly německé síly rozmístěné ve Francii zbaveny 6. června 1944 45 827 vojáků a 363 tanků, útočných a samohybných děl. Skupina armád středa byla mezitím 22. června 1944 připraveno o celkem 125 380 vojáků a 552 tanků, útočných a samohybných děl.
Kromě příchodu velkého počtu německých posil zde byly velké počty armád dalších vojsk osy. Když se Rudá armáda blížila k hranicím Maďarska a Rumunska, obě země naplno zmobilizovaly své zdroje a dohromady vytvořily celkem 25 nových divizí. I když jsou tyto posily Osy často přehlíženy, přesto představovaly významnou posily. 
Sovětský úspěch během této operace vedl německé vrchní velení k závěru, že jižní sektor východní fronty bude oblastí, kde bude v roce 1944 probíhat hlavní sovětská letní ofenzíva. Z tohoto důvodu dostaly německé síly na jihu, zejména rozhodující tankové divize, v posilách přednost. Oslabení skupiny armád Střed na jaře 1944 a německé očekávání, že jižní sektor východní fronty bude místem hlavní sovětské letní ofenzívy 1944, mělo během operace Bagration pro německé síly katastrofální následky.
Šlo o jedinou ofenzívu, které se poprvé ve válce účastnilo všech 6 elitních sovětských tankových armád současně. Podobně většina tankových divizí Wehrmachtu na východě byla rozmístěna na Ukrajině a spadala do skupiny armád Jih. Na konci roku 1943 bylo z 30 obrněných a granátnických tankových divizí 22 přítomných na Ukrajině.